# راينهارد كونينغ
راينهارد كونينغ (بالألمانية: Reinhard König)‏ هو جندي ألماني، ولد في 30 مارس 1909 في هاناو في ألمانيا، وتوفي في 28 مارس 1998 في Bischofsheim, Hesse ‏ في ألمانيا.